# Лирио
Лирио (итал. Lirio) је насеље у Италији у округу Павија, региону Ломбардија.
Према процени из 2011. у насељу је живело 95 становника. Насеље се налази на надморској висини од 247 м.

## Становништво
Према резултатима пописа становништва 2011. у општини је живело 136 становника.
| 1936. | 1951. | 1961. | 1971. | 1981. | 1991. | 2001. | 2011. |
| ----- | ----- | ----- | ----- | ----- | ----- | ----- | ----- |
| 510   | 408   | 327   | 234   | 202   | 167   | 147   | 136   |